# Pancha López
Pancha López är en ort i Mexiko.   Den ligger i kommunen Tepalcatepec och delstaten Michoacán de Ocampo, i den södra delen av landet, 400 km väster om huvudstaden Mexico City. Pancha López ligger 307 meter över havet och antalet invånare är 116.
Terrängen runt Pancha López är platt norrut, men söderut är den kuperad. Terrängen runt Pancha López sluttar österut. Runt Pancha López är det ganska glesbefolkat, med 34 invånare per kvadratkilometer. Närmaste större samhälle är Tepalcatepec, 16,8 km nordväst om Pancha López. Omgivningarna runt Pancha López är en mosaik av jordbruksmark och naturlig växtlighet.